# Neophascogale lorentzi
El dasiuro moteado o dasiuro de uñas largas  (Neophascogale lorentzi) es una especie de marsupial dasiuromorfo de la familia Dasyuridae, la única del género Neophascogale, que tradicionalmente ha venido clasificándose como subgénero de Phascogale, aunque en la actualidad, se clasifican como géneros distintos.

## Hábitat y distribución
Jungla tropical de montaña de las tierras altas del centro de Nueva Guinea.

## Faneróptica y anatomía
El aspecto general del dasiuro moteado recuerda al de una musaraña. El color del manto en las regiones dorsales puede ser pardo o rojizo, salpicado profusamente de pelos blancos o con el extremo apical de este color. En la región ventral el pelo es rojo brillante, con bandas blanquecinas subterminales.
La cabeza es pardo-rojiza oscura, con la superficie externa de las orejas blancas. Las extremidades son de color herrumbroso con los pies más castaños. Los dedos tienen largas garras por lo que también es conocida esta especie como dasiuro de uñas largas. Las almohadillas plantares son estriadas.

## Dieta
La dificultad de criar estos animales en cautividad, y de estudiarlos en libertad dado el hábitat que ocupan, hacen que se carezca de datos acerca de los hábitos alimenticios de esta especie, aunque se sabe que pueden alimentarse con carne e invertebrados como cucarachas y escarabajos.

## Comportamiento
Es parcialmente diurno y mayoritariamente arborícola.